# Die Augen des Ole Brandis
Die Augen des Ole Brandis ist ein deutscher Spielfilm aus dem Jahre 1913. Unter der Regie von Stellan Rye spielte Alexander Moissi die Titelrolle. Das Drehbuch schrieb Hans Heinz Ewers (Der Student von Prag).

## Handlung
Ole Brandis ist ein junger Maler: reich und berühmt, von den Frauen begehrt und der Muse geküsst. Eines Tages äußert er den Wunsch, die Menschen so sehen zu können, wie sie wirklich sind. Dann begegnet Ole dem verunstalteten Antiquitätenhändler Coppilander, der offenbar in der Lage zu sein scheint, ihm genau diesen Wunsch zu erfüllen. Er müsse dafür nur mit dem Brief, der die Handschrift des mysteriösen Buckligen trägt, über seine Augen streichen, und sofort könne er die ungeschminkte Wahrheit fern aller Täuschungen und Selbstbetruges in seinem Gegenüber erkennen. Doch die Hoffnung, auf diese Weise in den Besitz untrüglicher Erkenntnisse zu gelangen, erfüllt sich nur in ihrer hässlichsten Form: Ole muss erkennen, was seine Braut wirklich von ihm hält und wie der wahre Charakter seines besten Freundes aussieht. Die Fassaden bröckeln, hinter vermeintlicher Zuneigung ihm gegenüber sieht Brandis nun nur noch die hässliche Fratze von Berechnung und Habgier, Falschheit und Lieblosigkeit.
Bald ist alle Illusion dahin, selbst sein eigenes Ich erkennt der Maler, einst Liebling der Götter, nur noch in schrecklichen Bildern: ein müder, entnervter und vom wüsten Lebensstil gezeichneter Mann, dem es allzu lange zu gut ging. Der Blick in die Tiefe seiner Seele und die Schlechtheit seiner Umgebung hat die diametral entgegengesetzte Wirkung, die Ole Brandis mit seinem sehnlichsten Wunsch erhoffte: Er beginnt am Guten in der Welt an sich zu zweifeln. Und was noch viel schlimmer ist: er zweifelt nun auch an sich selbst. Doch Ulla, ein einfaches Mädchen aus dem Volke, das ihm Modell steht, kann Ole vor einer Verzweiflungstat, einem Selbstmordversuch, schützen. Und so wagt Ole Brandis einen letzten Versuch: Wieder streicht er mit dem Brief über seine Augen, doch diesmal erkennt er, dass sie tatsächlich die menschliche Reinheit besitzt, die sie nach außen hin verströmt. In diesem Moment reißt Ole das Mädchen an sich und hat das erste Mal das Gefühl, tiefempfundene Liebe zu empfangen. Sein Leben hat endlich wieder eine Perspektive.

## Produktionsnotizen
Die Augen des Ole Brandis wurde im Bioscop-Atelier von Neubabelsberg gedreht und besaß eine Länge von 1412 Metern auf vier Akten. Die Außendrehs fanden in pittoresker Landschaft in Oberitalien statt. Der Film passierte die Zensur am 6. November 1913 und lief am 9. Januar 1914 zur Neueröffnung des umgebauten Berliner U.T. Alexanderplatz an. In Österreich-Ungarn konnte man Die Augen des Ole Brandis unter dem leicht veränderten Titel Ole Brandis Augen bereits im Dezember 1913 im Wiener Burgkino sehen.

## Rezeption
Wiens Neue Freie Presse berichtete in ihrer Ausgabe von 14. Dezember 1913: "Alexander Moissi, der den jungen Maler spielt, strömt auch im lebenden Bilde den Charme aus, der ihn auf der Bühne zum Liebling gemacht, und übt in den hochdramatischen Szenen, an denen der Film reich ist, packende Wirkung." In der Ausgabe vom 18. Januar 1914 heißt es: "Alexander Moissi spielt (…) wohl eine der schwierigsten Rollen, die jemals ein Kinostück einem Künstler auferlegt hat. Moissi löst seine Aufgabe meisterhaft, er macht das Phantastische glaubhaft, er weiß zu ergreifen und zu erheitern, und ist dabei von einer herzgewinnenden charmanten Natürlichkeit."